# Finalen av Engelska Ligacupen 1967/1968
 Engelska ligacupfinalen 1968 spelades den 2 mars 1968 på Wembley Stadium. Det var den åttonde finalen  i ordningen och den andra att spelas på Wembley. Den spelades mellan Arsenal och Leeds United, inget av lagen hade varit i final eller vunnit ligacupen tidigare. Leeds hade aldrig vunnit någon större turnering utan deras främsta merit förutom några division 2 mästerskap var två förlorade cupfinaler, FA-cupfinalen 1965 och Mässcupen 1967, medan Arsenal hade inte vunnit någon titel sedan 1953 då laget vann ligan.
Leeds kom till matchen fulla av självförtroende baserat på att ha spelat 16 matcher i rad utan förlust samt att man vunnit de sju senaste matcherna mot Arsenal med den imponerande målskillnaden 17-3. 

## Matchsammanfattning
Leeds inledde matchen bäst och hade ett par lägen men utan att skapa den där riktiga målchansen, och Arsenal började ta över när Leeds tog ledningen i 18:e minuten.  Målet kom efter en hörna från Gray där Arsenals målvakt Furnell under press från Madeley och Charlton enbart kunde styra undan bollen mot vänstra delen av straffområdet där Cooper väntade och sköt bollen på volley otagbart i nättaket. Arsenal försökte protestera då de ansåg att målvakten Furnell blivit ojust tacklad av Leeds spelarna men domaren tvekade var säker på sin sak och dömde mål utan att tveka.
Målet skakade om Arsenal och efter slarv i försvaret höll de på att ge Greenhoff en gratischans att öka på ledningen men redde till slut upp situationen. Leeds attacker blev färre och färre och de inriktade sig mer på att bevaka sin ledning och kontra.  Ett tumult uppstod i slutet av första halvlek i samband med att McLintock gick hårt åt Leeds målvakt Sprake vid en hörna.
I andra halvlek fortsatte Arsenal att ha ett visst spelövertag men de hade väldigt svårt att skapa några riktiga målchanser utan fick nöja sig med ett par skott på distans. Leeds fortsatte med att inrikta sig på täcka bakåt och försvara sin ledning, Leeds behövde sällan ingripa men fick göra en kvalificerad räddning på ett skott från Radford mot slutet av matchen, chanserna blev färre och färre ju längre matchen led och Leeds kunde ganska enkelt hålla undan och vinna matchen med 1-0.
Leeds tog därmed sin första titel att följas av många fler under en 10-årsperiod då laget dominerade engelsk fotboll.

## Matchfakta
|           | 2 mars 1968 | Arsenal | 0 – 1           | Leeds United | Wembley Stadium, London          |                                  |
| 16:00 CET | 16:00 CET   |         | (0 – 1) Rapport | Cooper 18′   | Publik: 97 887 Domare: Bob Hamer | Publik: 97 887 Domare: Bob Hamer |
| 16:00 CET | 16:00 CET   |         |                 |              | Publik: 97 887 Domare: Bob Hamer | Publik: 97 887 Domare: Bob Hamer |
| 16:00 CET | 16:00 CET   |         |                 |              | Publik: 97 887 Domare: Bob Hamer | Publik: 97 887 Domare: Bob Hamer |

| Arsenal | Leeds United |

| ARSENAL:   |    |                  |     |
|            |    |                  |     |
| MV         | 1  | Jim Furnell      |     |
| HB         | 2  | Peter Storey     |     |
| VB         | 3  | Bob McNab        |     |
| MF         | 4  | Frank McLintock  |     |
| CH         | 5  | Peter Simpson    |     |
| CH         | 6  | Ian Ure          |     |
| Y          | 7  | John Radford     |     |
| MF         | 8  | David Jenkins    | 75′ |
| FW         | 9  | George Graham    |     |
| FW         | 10 | Jon Sammels      |     |
| MF         | 11 | George Armstrong |     |
| Avbytare:  |    |                  |     |
| FW         | 12 | Terry Neill      | 75′ |
| Manager:   |    |                  |     |
| Bertie Mee |    |                  |     |

| LEEDS UNITED: |    |                 |     |
|               |    |                 |     |
| MV            | 1  | Gary Sprake     |     |
| HB            | 2  | Paul Reaney     |     |
| VB            | 3  | Terry Cooper    |     |
| MF            | 4  | Billy Bremner   |     |
| CH            | 5  | Jackie Charlton |     |
| CH            | 6  | Norman Hunter   |     |
| HY            | 7  | Jimmy Greenhoff |     |
| FW            | 8  | Peter Lorimer   |     |
| FW            | 9  | Paul Madeley    |     |
| MF            | 10 | John Giles      |     |
| VY            | 11 | Eddie Gray      | 75′ |
| Avbytare:     |    |                 |     |
| MF            | 12 | Rod Belfitt     | 75′ |
| Manager:      |    |                 |     |
| Don Revie     |    |                 |     |

| MATCHREGLER - 90 minuters speltid. - 30 minuters förlängning (om oavgjort vi full tid). - Omspel om det fortfarande är oavgjort efter extratiden. - En namngiven avbytare. |

## Vägen till  Wembley

### Arsenal
| 2:a omgången 13 sep 1967 | Coventry City | 1 - 2 | Arsenal FC | Highfield Road |  |  |
| 19:45                    |               |       |            | Publik:        |  |  |
|                          |               |       |            |                |  |  |

| 3:e omgången 11 okt 1967 | Arsenal FC | 1 - 0 | Reading | Highbury |  |  |
| 19:45                    |            |       |         | Publik:  |  |  |
|                          |            |       |         |          |  |  |

| 4:e omgången 1 nov 1967 | Arsenal FC | 2 - 1 | Blackburn | Highbury |  |  |
| 19:45                   |            |       |           |          |  |  |
|                         |            |       |           |          |  |  |

| 5:e omgången 29 nov 1967 | Burnley | 3 - 3 | Arsenal FC | Turf Moor |  |  |
| 19:45                    |         |       |            |           |  |  |
|                          |         |       |            |           |  |  |

| 5:e omgången, omspel 5 dec 1967 | Arsenal FC | 2 - 1 | Burnley | Highbury       |  |  |
| 19:45                           |            |       |         | Publik: 24 556 |  |  |
|                                 |            |       |         |                |  |  |

| Semifinal, 1:a matchen 17 jan 1968 | Arsenal FC | 3 - 2 | Huddersfield | Highbury |  |  |
| 19:45                              |            |       |              |          |  |  |
|                                    |            |       |              |          |  |  |

| Semifinal, 2:a matchen 7 feb 1968 | Huddersfield | 1 - 3 (totalt 6 - 3) | Arsenal FC | Leeds Road |  |  |
| 19:45                             |              |                      |            |            |  |  |
|                                   |              |                      |            |            |  |  |

### Leeds United
| 2:a omgången 13 sep 1967 | Leeds United              | 3 - 1 | Luton Town | Elland Road    |  |  |
| 19:45                    | Lorimer x′, y′, x′ (str.) |       | player -′  | Publik: 11 473 |  |  |
|                          |                           |       |            |                |  |  |

| 3:e omgången 11 okt 1967 | Leeds United                           | 3 - 0 | Bury FC | Elland Road    |  |  |
| 19:45                    | Charlton x′ Johanneson y′ Greenhoff z′ |       |         | Publik: 20 927 |  |  |
|                          |                                        |       |         |                |  |  |

| 4:e omgången 15 nov 1967 | Sunderland | 0 - 2 | Leeds United     | Roker Park     |  |  |
| 19:45                    |            |       | Greenhoff x′, y′ | Publik: 29 537 |  |  |
|                          |            |       |                  |                |  |  |

| 5:e omgången 13 dec 1967 | Leeds United          | 2 - 0 | Stoke City | Elland Road    |  |  |
| 19:45                    | Bremner -′ lorimer x′ |       |            | Publik: 24 556 |  |  |
|                          |                       |       |            |                |  |  |

| Semifinal, 1:a matchen 17 jan 1968 | Derby County    | 0 - 1 | Leeds United | Baseball Ground |  |  |
| 19:45                              | Giles -′ (str.) |       |              | Publik: 31 904  |  |  |
|                                    |                 |       |              |                 |  |  |

| Semifinal, 2:a matchen 7 feb 1968 | Leeds United           | 3 - 2 (totalt 4 - 2) | Derby County | Elland Road    |  |  |
| 19:45                             | Belfitt x′, y′ Gray x′ |                      |              | Publik: 29 367 |  |  |
|                                   |                        |                      |              |                |  |  |